# Mount Kristensen
Mount Kristensen ist ein 3460 m hoher Berg in der antarktischen Ross Dependency. Er ragt 3 km südöstlich des Lindstrøm Peak auf der Westseite des Nilsen-Plateaus im Königin-Maud-Gebirge auf.
Das Advisory Committee on Antarctic Names benannte ihn 1967 nach Halvardus Kristensen (1879–1919), Matrose und später dritter Mechaniker an Bord der Fram bei der Südpolexpedition (1910–1912) des norwegischen Polarforschers Roald Amundsen. Damit bewahrte das Komitee Amundsens Benennung eines nicht identifizierbaren Mount H. Kristensen in diesem Gebiet.